# Bernd Brückner (Personenschützer)
Bernd Brückner (* 6. November 1948 in Magdeburg) ist ein ehemaliger deutscher Personenschützer und Autor.

## Leben und Wirken
Bernd Brückner wurde in Magdeburg geboren und wuchs als Sohn eines Polizisten und einer Sachbearbeiterin in einer Kleinstadt in Thüringen auf. 
Nach seinem Schulabschluss absolvierte er zunächst eine Ausbildung zum Rinderzüchter. Danach leistete er seinen Grundwehrdienst bei der Nationalen Volksarmee ab. Brückner war erst bei der Volkspolizei im Streifendienst tätig und studierte dann Kriminalistik an der Humboldt-Universität in Ost-Berlin. Danach gehörte er zur Hauptabteilung des Personenschutzes im Ministerium für Staatssicherheit, dessen Kommandoleiter er von 1984 bis 1990 auch war.
Er war insgesamt 13 Jahre lang, von November 1976 bis Oktober 1989, als Major der Staatssicherheit der direkte Personenschützer des DDR-Staatsratsvorsitzenden Erich Honecker, den er in dieser Zeit bei mehr als 40 Auslandsreisen begleitete. Er war im Jahr 1988 auch als Begleitschutz für den damaligen Bundeskanzler Helmut Kohl eingeteilt, als dieser mit seiner Familie eine private Reise innerhalb der DDR unternahm.
Nach der deutschen Wiedervereinigung war er einige Jahre lang in verschiedenen Sicherheitsdienst-Unternehmen tätig. Mitte der 1990er-Jahre gründete er in Berlin eine Fachschule für Sicherheit, welche Detektive und Bodyguards ausbildet. Inzwischen ist Brückner der Betreiber eines Unternehmens, das in Deutschland und in Vietnam Fachkräfte für Altenpflege ausbildet.
Im Jahr 2014 veröffentlichte er ein Sachbuch mit dem Titel An Honeckers Seite. Außerdem trat er als Zeitzeuge in einem Dokumentarfilm über die Waldsiedlung Wandlitz auf. Die DEFA-Stiftung führte 2003 ein zweistündiges Interview mit ihm.
Brückner ist in zweiter Ehe verheiratet und wohnt in Berlin-Johannisthal.